# Under One Roof
Under One Roof est une série télévisée dramatique américaine en six épisodes de 45 minutes créée par Paul Aaron et Michael Henry Brown, et diffusée entre le 14 mars et le 18 avril 1995 sur le réseau CBS.
Cette série est inédite dans tous les pays francophones.

## Synopsis
La série suit une famille afro-américaine de classe moyenne résidant à Seattle dans l'état de Washington. La famille habite une maison séparée en deux parties : Nesbit Langston « Neb » habite le rez-de-chaussé avec son fils adoptif Marcus Henry (Merlin Santana) et sa fille Ayesha (Monique Ridge).
Le premier étage quant à lui est habité par Ron (le fils de Neb joué par Joe Morton), sa femme et ses enfants. Ron est un ancien marine qui tente d'ouvrir sa propre entreprise. De son côté, sa femme Maggie (Vanessa Bell Calloway), essaye de retrouver du travail après son congé maternité. Ils ont deux enfants : Derrick 10 ans (Ronald Joshua Scott) et Charlie 15 ans (Essence Atkins).

## Production
La série est annulée le 18 avril 1995 après six épisodes.
Thomas Carter a annoncé avoir voulu « humaniser les afros-américains d'une manière inédite pour un feuilleton hebdomadaire ».

## Distribution
- James Earl Jones : Nesbit « Neb » Langston
- Joe Morton : Ron Langston
- Vanessa Bell Calloway : Margaret « Maggie » Louise Langston
- Essence Atkins : Charlotte « Charlie » Langston
- Merlin Santana : Marcus Henry
- Monique Ridge : Ayesha (née Beverly) Langston
- Ronald Joshua : Scott Derrick Langston

## Récompenses
- 1995 - Primetime Emmy Award du meilleur acteur dans un second rôle dans une série télévisée dramatique - James Earl Jones - Nommé
- 1996 - Primetime Emmy Award de la meilleure actrice dans une série télévisée dramatique - Vanessa Bell Calloway - Nommée
- 1996 - Primetime Emmy Award de la meilleure série télévisée dramatique - Under One Roof - Nommé